# Иван Тодоров (физик)
Вижте пояснителната страница за други личности с името Иван Тодоров.
Иван Тодоров Тодоров е български физик-теоретик, академик на Българската академия на науките.
Известен е с приносите си в областта на математическа физика, в частност квантовата теория на полето. Има съществени приноси в областта на Аксиоматичната квантова теория на полето и двумерните конформни теории, както и в основаването на школата по математична физика в България.

## Биография
Иван Тодоров Тодоров е роден в София, в семейството на библиографа Тодор Боров. Брат му Цветан Тодоров е лингвист и философ, който живее и работи във Франция от 1963 до смъртта си през 2017 година. Иван Тодоров завършва едновременно физика и математика в Софийския университет: защитава дипломна работа през 1956 г. под ръководството на Ярослав Тагамлицки. След дипломирането си постъпва на работа в Института за ядрени изследвания и ядрена енергетика на БАН (ИЯИЯЕ). От 1957 до 1971 работи в Обединения институт за ядрени изследвания в Дубна, където защитава кандидатска и докторска дисертация. Избран е за член-кореспондент на БАН през 1967 (на 33 години) и за академик през 1974 г. (на 40 години). Иван Тодоров работи в множество научни институти по света, като Института за фундаментални изследвания в Принстън, Ню Джърси; Масачузетския технологичен институт, Обединения институт за ядрени изследвания, Дубна, Русия; Института за висши научни изследвания в Бюр сюр Ивет, край Париж; Институт „Ервин Шрьодингер“ във Виена.
По повод 75-годишния му юбилей ИЯИЯЕ и СУ организират международна конференция с лектори от България, Франция, Германия, САЩ. По този повод излиза и двутомно издание с трудовете на акад. Тодоров и неговите ученици.
На 26 март 2014 г. акад. Иван Тодоров е удостоен с орден „Стара планина“ първа степен за заслугите му за развитие на науката. Носител е и на орден „Народна република България“ втора степен (1983), медал „Франсоа Първи“ на Колеж дьо Франс в Париж, Франция (1986), на орден „Марин Дринов“ (2003), орден „Св. св. Кирил и Методий“ първа степен (2005), медал на Математическия институт В.А. Стеклов на РАН (2008).
Иван Тодоров умира на 14 февруари 2025 година.

## Научна работа
Научната работа на Иван Тодоров е в областта на математическа физика, главно в квантовата теория на полето (КТП). В КТП е познато Уравнението на Тодоров, описващо двойка безспинови частици в свързано състояние. Самото уравнение е модификация на уравнението на Клайн-Гордън. Уравнението е изведено от Тодоров в статия от 1971. Той дава и аналитични решения на уравнението.
Наред с Николай Боголюбов и др., Иван Тодоров е сред основоположниците на аксиоматичния подход в квантовата теория на полето. Боголюбов, Логунов и Тодоров публикуват влиятелна монография в тази област.
Иван Тодоров работи и върху точно решаемите 2-мерни конформни теории, както и върху 4-мерните конформни теории. В тази област Виктор Кац и Иван Тодоров въвеждат Дираковия оператор на Кац-Тодоров.
Иван Тодоров е сред създателите на силната школа по математическа физика в България, получила признание в научните среди.